# Stegastes
Stegastes – rodzaj morskich ryb okoniokształtnych z rodziny garbikowatych. Niektóre gatunki hodowane są w akwariach morskich.

## Klasyfikacja
Gatunki zaliczane do tego rodzaju:
| - Stegastes acapulcoensis - Stegastes adustus - Stegastes albifasciatus - Stegastes altus - Stegastes apicalis - Stegastes arcifrons - Stegastes aureus - Stegastes baldwini - Stegastes beebei - Stegastes diencaeus | - Stegastes emeryi - Stegastes fasciolatus - Stegastes flavilatus - Stegastes fuscus - Stegastes gascoynei - Stegastes imbricatus - Stegastes insularis - Stegastes leucorus - Stegastes leucostictus - Stegastes limbatus | - Stegastes lividus - Stegastes lubbocki - Stegastes luteobrunneus - Stegastes marginatus - Stegastes nigricans - Stegastes obreptus - Stegastes otophorus - Stegastes partitus - Stegastes pelicieri - Stegastes pictus | - Stegastes planifrons - Stegastes punctatus - Stegastes rectifraenum - Stegastes redemptus - Stegastes rocasensis - Stegastes sanctaehelenae - Stegastes sanctipauli - Stegastes uenfi - Stegastes variabilis |

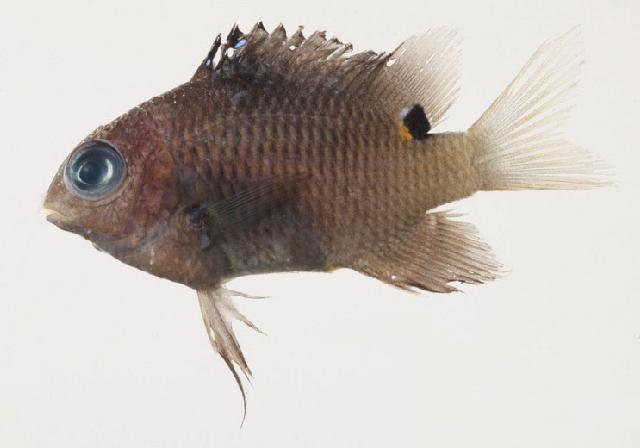
Stegastes albifasciatus
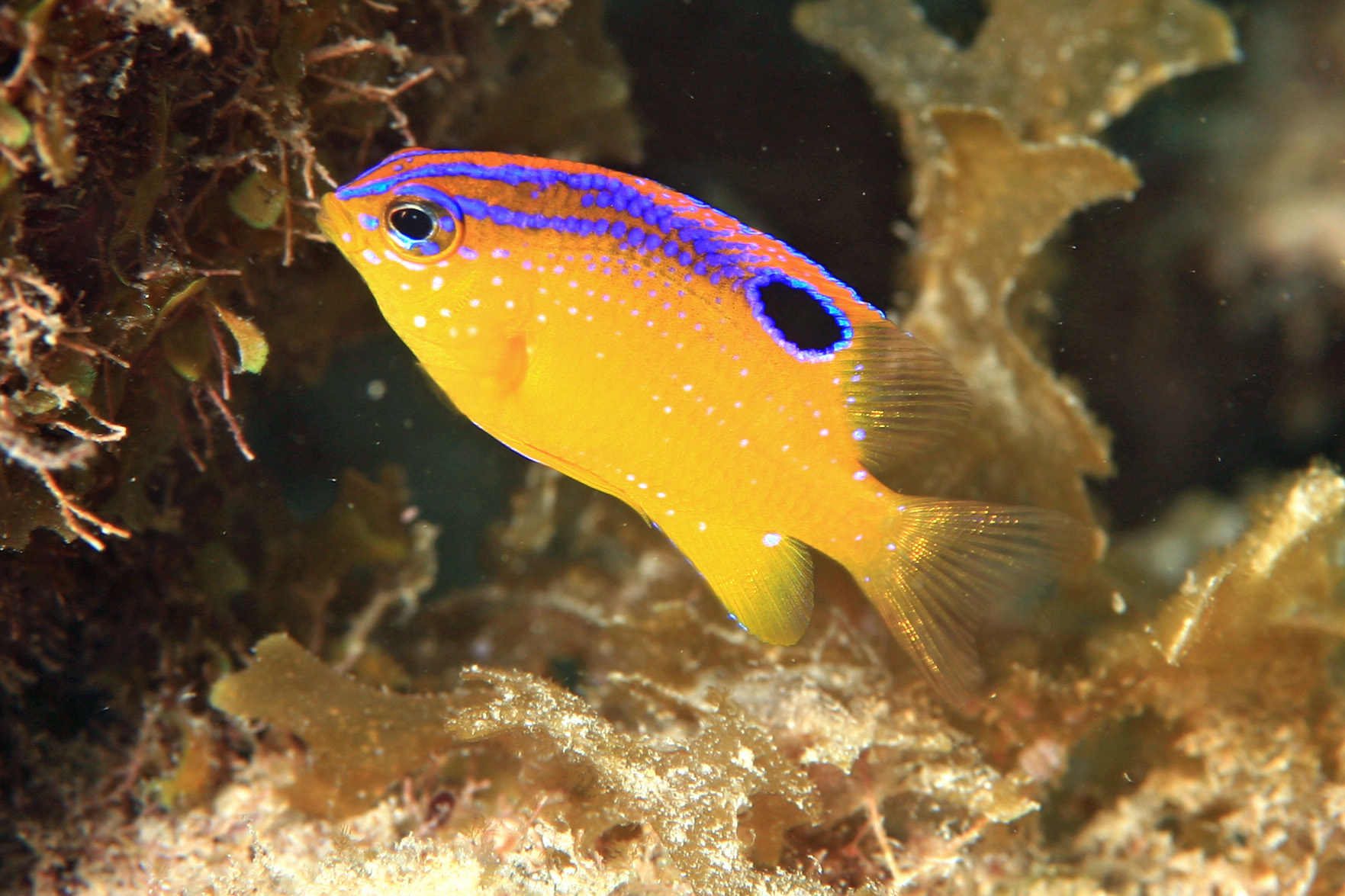
Stegastes diencaeus
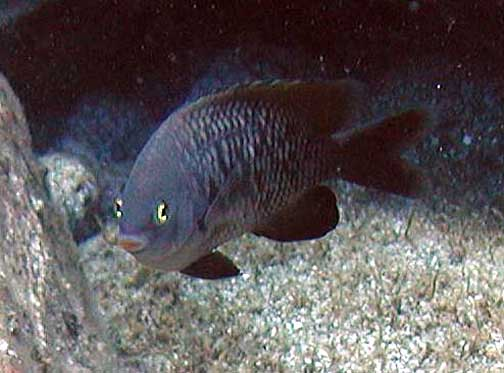
Stegastes fasciolatus
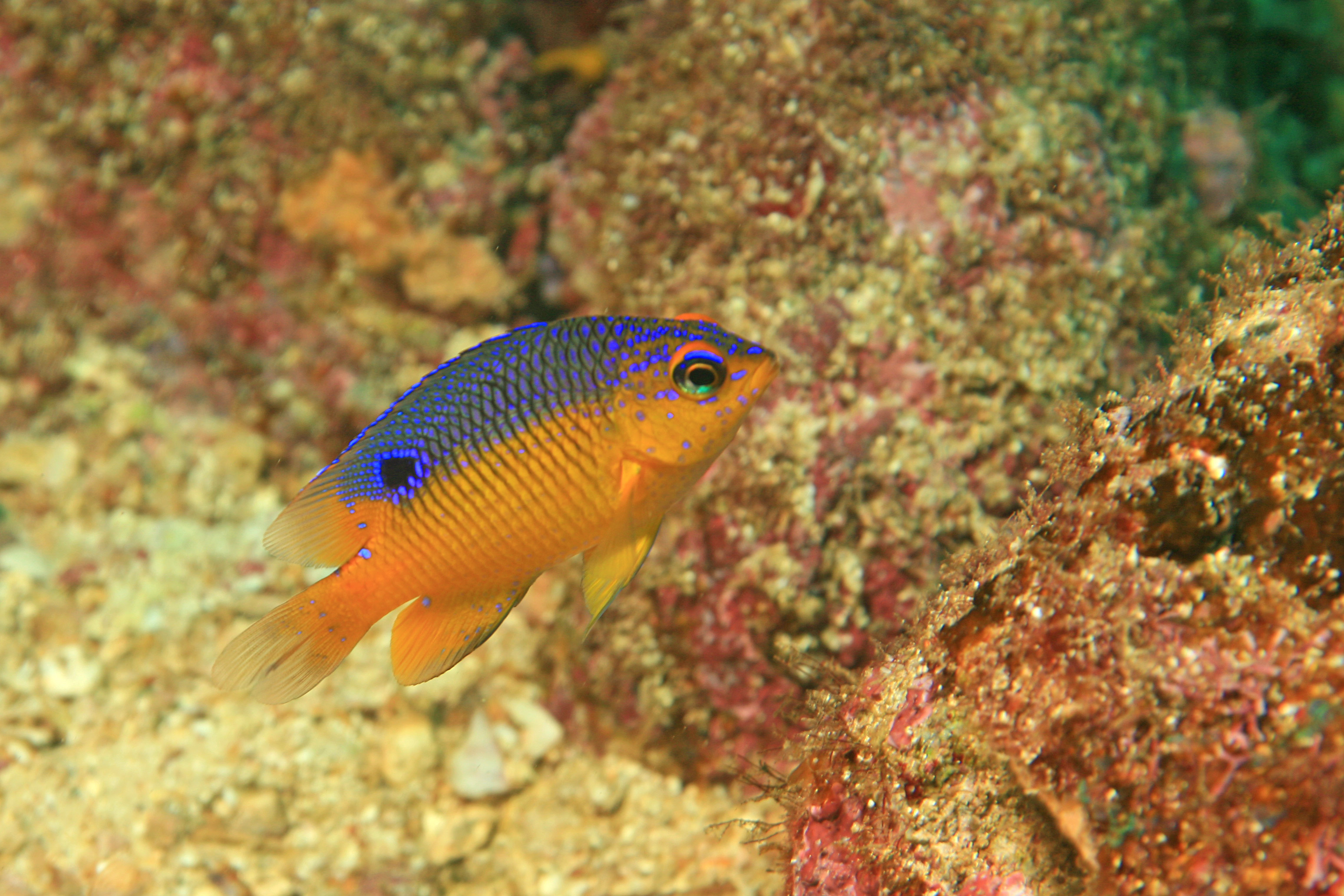
Stegastes flavilatus
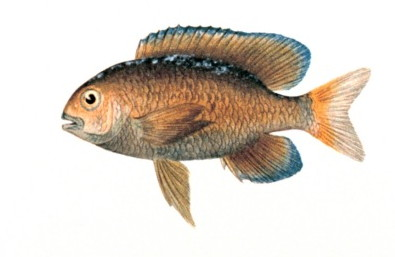
Stegastes fuscus
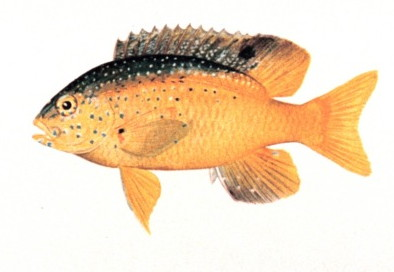
Stegastes leucostictus
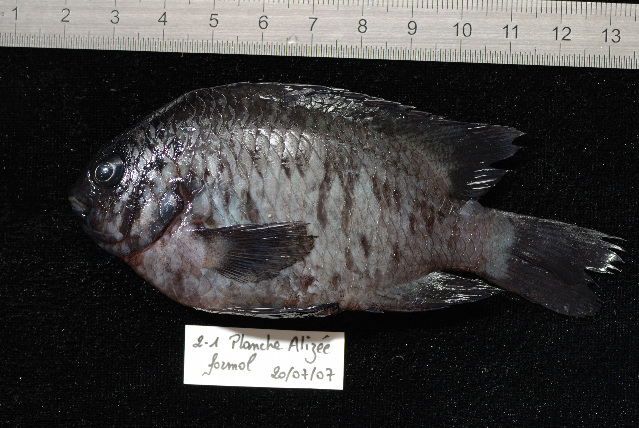
Stegastes limbatus
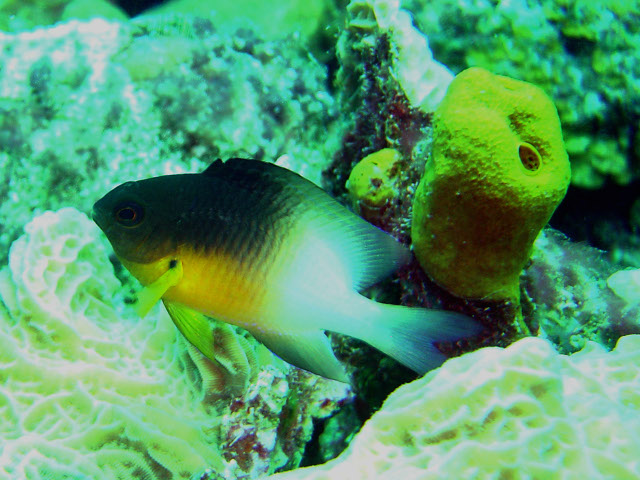
Stegastes partitus
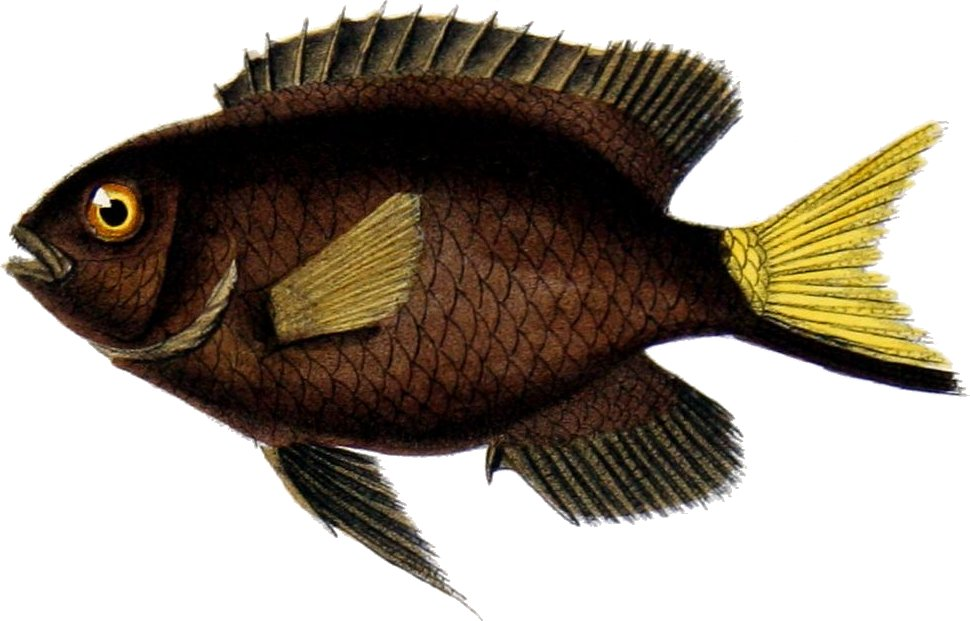
Stegastes pictus
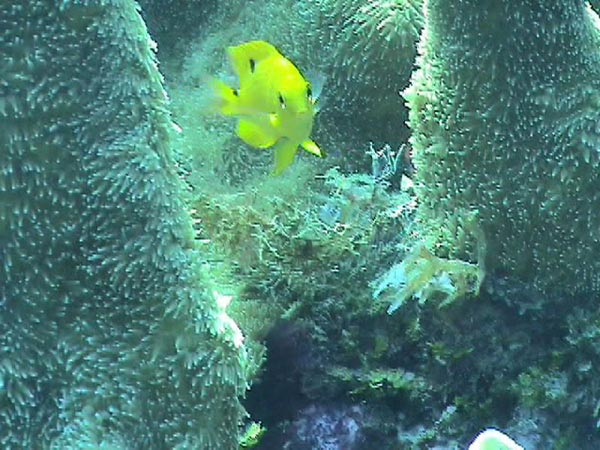
Stegastes planifrons
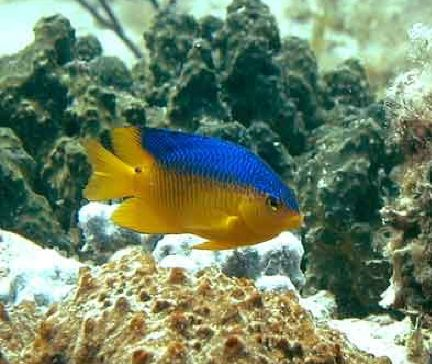
Stegastes variabilis